# Cúp bóng đá Phần Lan 2008
Cúp bóng đá Phần Lan 2008 (tiếng Phần Lan: Suomen Cup) là mùa giải thứ 54 của giải đấu cúp bóng đá thường niên ở Phần Lan. Giải được tổ chức theo hình thức giải đấu loại trực tiếp.
Việc tham gia giải là tự nguyện. Ví dụ, đội bóng ở Veikkausliiga IFK Mariehamn, quyết định không đăng ký tham gia, cũng như một số đội bóng ở Ykkönen.
Tùy theo thứ hạng trong hệ thống giải, các đội bóng tham gia từ các vòng khác nhau. Các câu lạc bộ có đội bóng ở Kolmonen hoặc giải đấu thấp hơn, cũng như đội Cựu cầu thủ và đội Trẻ, khởi đầu giải đấu từ vòng Một. Các đội bóng từ ba hạng đấu đầu tiên của hệ thống giải Phần Lan sẽ đá từ vòng Bốn, ngoại trừ các đội ở Veikkausliiga Tampere United, FC Haka, FC Honka và TPS. Bốn đội này tham gia từ vòng Sáu vì họ giành quyền tham dự các giải đấu châu Âu sau mùa giải 2007.
Giải đấu khởi tranh từ ngày 1 tháng 4 năm 2008 với vòng Một và kết thúc với trận Chung kết diễn ra ngày 1 tháng 11 năm 2008 trên Sân vận động Finnair, Helsinki.

## Đội bóng tham gia
| Veikkausliiga – 13 đội | Ykkönen (I) – 10 đội | Kakkonen (II) – 28 đội |
| Haka, HJK Helsinki, Honka, Inter Turku, Jaro, KooTeePee, KuPS, Lahti, MyPa, RoPS, Tampere United, TPS, VPS | AC Oulu, Atlantis FC, FC Viikingit, JIPPO, JJK, KPV, PK-35, PS Kemi, TPV, TP-47 | FC Espoo, FC Kuusankoski, City Stars / FC Kuusysi, FC OPA, FC YPA, FJK, GBK, Gnistan, HIFK, Huima, HyPS, Ilves, JBK, KTP, LoPa, Norrvalla FF, Pallo-Iirot, PK Keski-Uusimaa, PK-37, PP-70, Rakuunat, SalPa, Sinimustat, SJK, TUS, VPS–j, Warkaus JK, ÅIFK                                        |
| Kolmonen (III) – 92 đội | | |
| AC Kajaani, AC Vantaa, BET, EBK, EsPa, EuPa, FC Boda, FC Degis, FC Espoo Dự bị, FC Futura, FC HIK, FC Honka Dự bị, FC K–Jazz, FC Jazz –j, FC KOMU, FC Korsholm, FC POHU, FC Rauma, FC Santa, FC Tampere, FC Vapsi, FC Viikingit Dự bị, FC Villisiat, FC YPA Dự bị, FCV, GBK Dự bị, Gnistan Ogeli, HaPK, HauPa, Härmä, IK, IK Myran, JIlves, JIPPO Dự bị, JoPS, JPS, JyTy, JäPS, KaaPo Dự bị, Karhu, Kasiysi PMP, KeuPa, KP–V, Loiske, LTU, MaKu, MPS, MPS Dự bị, MuSa, NIK, NoPS, NoPy, NuPa, NuPS, OPedot, OuTa, PaRi, Pato, PEPO, PIF, Pallo–Iirot Dự bị, PJK, PK–35 Dự bị, Ponnistus, PPV, Purha, Pöxyt, RIlves, Reima, RuoVi, SalReipas, SAPA, SavU, SC KuFu –98, SC Riverball, S.C. Zulimanit, SiU, SoVo, Stars, STPS, Sudet, Tervarit, ToiP –49, ToVe, TPK, TP–47 Dự bị, VaKP, Vilpas, Virkiä, VJS, VäVi, Öja | | |
| Giải hạng thấp (IV – VII) – 186 đội | | |
| AC StaSi, AFC EMU, AFC Keltik, APV, BET Dự bị, Black Islanders, Boca Seniors, Boca Seniors Dự bị, Colo Colo, Colo Colo Dự bị, EKP, Esse IK Dự bị, EuPa Dự bị, FC Bosna, FC Folk, FC G.A.B, FC HaNa, FC HaPo, FC HEIV, FC IKHTYS, FC K–Jazz Dự bị, FC Kontu Dự bị, FC Korsholm Dự bị, FC KyPS, FC Lepakot, FC Lohja, FC Loviisa, FC Nets, FC OPA Dự bị, FC Pakila, FC PaSa, FC POHU Dự bị, FC POHU 3, FC POHU 4, FC POHU 5, FC Raahe, FC Rai, FC Rai Dự bị, FC Sääripotku, FC TaFu, FC Tarmo, FC Teivo, FC Tribe, FC Trompi, FC Turku–82, FC Vehmaa, FC Västnyland, F.C.B., FCD, FCUK, FF Kickers, FoBK, Gnistan Dự bị, HaTP, HDS, HeKuLa, HeMan, HIFK Dự bị, HJK–j, HooGee, HPS, HST, Hurtat, I–Kissat, IVFC, JoPS Dự bị, JPS Dự bị, Juhlahevoset, JuPS, Jurva–70, JVU, JäPS Dự bị, KaaPS, KaaRe, KaIK, Karjalohjan Biisonit, Kasiysi, Kasiysi Rocky, KaVo, KemPa, KePo, Kiksi, KJV, KoiPS, KoKiri, Kotajärven Pallo, KOPSE, KoRe, KPonsi, KPR, Kristallipalatsi, KTP Dự bị, Kuivaniemen Isku, Kungliga Wasa, Kurvin Vauhti, KuRy, Lauttapallo, LaVe, LeJy, LeKi, LePa, Lieto, Lieto Dự bị, LoPS, Littoisten Palloseura, Luja, LuVe, MasKi, MPR, MPS 3, MunU, MyMy, MäJä, Nagu IF, NaKa, Naseva, Nasta, NePa, NJS, Nopsa, NouLa, Oldschool, Orient United, OuHu, OuRe, PaiHa, PaPe, ParVi, Pathoven, Peltirumpu, PEPO Dự bị, PaKa, PH–99, PiPo–79, PiPS, PJK Dự bị, Ponnistajat, PoPo, PPJ, PPV Dự bị, PP–70 Dự bị, RaiTeePee, Rakuunat J, RiPa, RiRa, RiRa Dự bị, RP–67, RT–88, SC Riverball Dự bị, SaTo, SibboV, SibboV Dự bị, Sisu, Souls AC, SUMU, SUMU Lyon, SuPa, TaaJä, TahVe, TaPo, TC, TeTe, TiPS, TKT, ToPS–90, ToTe AP, ToU, TPK Dự bị, TPV Dự bị, TuPS, TuPV, VKajo, VaKP Dự bị, Vesa, ViiPV, VJK, YIlves, Yllätys, YlöR, YPallo, Zenith | | |
| Đội Cựu cầu thủ (từ 35 tuổi trở lên) – 9 đội | Đội trẻ (từ 19 tuổi trở xuống) – 23 đội | Đội trẻ (từ 19 tuổi trở xuống) – 23 đội |
| FC Kiffen Veterans, FC Lohja Veterans, FC Repaleet, I–HK Veterans, KTP Veterans, MPS Veterans, NP–H / Pappazulut Veterans, Riverball Veterans, WIFK Veterans | FC Honka Trẻ, FC Honka Trẻ Dự bị, FC POHU Trẻ, FC POHU Trẻ Dự bị, FC Reipas Trẻ, FC Reipas Trẻ Dự bị, FC Vapsi Trẻ, Gnistan Trẻ, Gnistan Trẻ Dự bị, Ilves Trẻ, JäPS Trẻ, Kasiysi Trẻ, KPS Trẻ, KäPa Trẻ, LoPa Trẻ, MyPa Trẻ, PPJ Trẻ, PS Kemi Trẻ, SiPS Trẻ, TKT Trẻ, TPV Trẻ, VJS Trẻ, ÅIFK Trẻ | FC Honka Trẻ, FC Honka Trẻ Dự bị, FC POHU Trẻ, FC POHU Trẻ Dự bị, FC Reipas Trẻ, FC Reipas Trẻ Dự bị, FC Vapsi Trẻ, Gnistan Trẻ, Gnistan Trẻ Dự bị, Ilves Trẻ, JäPS Trẻ, Kasiysi Trẻ, KPS Trẻ, KäPa Trẻ, LoPa Trẻ, MyPa Trẻ, PPJ Trẻ, PS Kemi Trẻ, SiPS Trẻ, TKT Trẻ, TPV Trẻ, VJS Trẻ, ÅIFK Trẻ |

## Vòng Một
Lễ bốc thăm vòng này diễn ra vào ngày 11 tháng 3 năm 2008. Có chính xác 100 đội bóng được bốc thăm vào 50 trận, còn các đội còn lại được miễn đấu. Các trận đấu diễn ra vào 1 – 10 tháng 4 năm 2008.
| Đội nhà            | Tỉ số        | Đội khách          |
| ------------------ | ------------ | ------------------ |
| FC Västnyland      | 2–7          | Biisonit           |
| Black Islanders    | 0–5          | KaIK               |
| Gnistan Ogeli      | 0–3          | Ponnistus          |
| FC Vehmaa          | 0–12         | LTU                |
| FC Jazz–j          | 1–2          | P–Iirot Dự bị      |
| FC Pakila          | 1–0          | Colo Colo Dự bị    |
| FC Kiffen Veterans | 5–0          | Boca Seniors       |
| Ellas              | 1–3          | FC POHU Trẻ        |
| RiPa               | 5–3          | Peltirumpu         |
| RiRa Dự bị         | 0–5          | EsPa               |
| TaPo               | 2–1          | Kasiysi Trẻ        |
| Colo Colo          | 4–3          | MPS Veterans       |
| Härmä              | 0–4          | ToiP–49            |
| NJS                | 7–3          | KoiPS              |
| PaKa               | 1–6          | Tervarit           |
| MyMy               | 1–7          | Pöxyt              |
| HPS                | 2–5 (s.h.p.) | Gnistan Trẻ        |
| Orient United      | 0–1          | FC Honka Trẻ Dự bị |
| ViiPV              | 3–2 (s.h.p.) | Oldschool          |
| TaaJä              | 1–5          | ÅIFK Trẻ           |
| FC Loviisa         | 1–4          | SavU               |
| KTP Dự bị          | 6–2 (s.h.p.) | KePo               |
| TiPS               | 4–2          | Naseva             |
| FC RAI Dự bị       | 2–1          | IVFC               |
| FC PASA            | 0–3          | HaPK               |
| Kasiysi Dự bị      | 0–6          | FC Honka Dự bị     |

| Đội nhà                                     | Tỉ số        | Đội khách      |
| ------------------------------------------- | ------------ | -------------- |
| FC Trompi                                   | 1–8          | FC VAPSI Trẻ   |
| TPV Dự bị                                   | 3–1          | FC VAPSI       |
| RT–88                                       | 1–4          | SibboV Dự bị   |
| KoKiri                                      | 8–5          | KPonsi         |
| MyPa Trẻ                                    | 2–4          | Purha          |
| HooGee 3                                    | 3–1          | AFC EMU        |
| PP–70 Dự bị                                 | 3–1          | YPallo         |
| LePa                                        | 0–11         | JäPS           |
| FCD                                         | 0–1 (s.h.p.) | FC Honka Trẻ   |
| HaTP                                        | 0–3          | Rakuunat J     |
| IFK Jakobstad                               | 4–0          | FoBK           |
| VJS Trẻ                                     | 2–7          | SalReipas      |
| I–HK Veterans                               | 1–6          | RIlves         |
| KaaPo Dự bị                                 | 1–1 (s.h.p.) | SoVo           |
| KaaPo Dự bị won 6–5 trong loạt sút luân lưu |              |                |
| PPJ                                         | 1–3          | HDS            |
| HeMan                                       | 0–13         | HIFK Dự bị     |
| KaVo                                        | 1–4          | Pato           |
| LauttaPallo                                 | 2–3          | PPJ Trẻ        |
| FC Kontu Dự bị                              | 16–0         | FC POHU 5      |
| SUMU/2                                      | 0–4          | FC Viikingit/2 |
| RiRa                                        | 1–0          | Pathoven       |
| FC POHU Dự bị                               | 5–2          | PH–99          |
| TKT Trẻ                                     | 4–2          | VaKP           |
| FC HaNa                                     | 0–7          | Stars          |

## Vòng Hai
Lễ bốc thăm vòng này diễn ra vào ngày 11 tháng 3 năm 2008. Các đội thắng ở Vòng Một, cùng với các đội được miễn đấu, được bốc thăm vào 130 trận đấu. Các trận đấu diễn ra vào 2 – 25 tháng 4 năm 2008.
| Đội nhà                                 | Tỉ số        | Đội khách          |
| --------------------------------------- | ------------ | ------------------ |
| FC Turku–82                             | 6–4 (s.h.p.) | LPS                |
| FC Sääripotku                           | 4–2 (s.h.p.) | FF Kickers         |
| TPK Dự bị                               | 8–1          | TC                 |
| FC Boda                                 | 0–2          | TPK                |
| MasKi                                   | 1–10         | AC Vantaa          |
| VaKP Dự bị                              | 0–6          | TPV Trẻ            |
| FC OPA Dự bị                            | 0–5          | OuTa               |
| VJS                                     | 0–1          | FC Reipas Trẻ      |
| ParVi                                   | 1–1 (s.h.p.) | Kristallipalatsi   |
| ParVi thắng 5–4 trong loạt sút luân lưu |              |                    |
| EuPa Dự bị                              | 0–5          | MuSa               |
| GBK Dự bị                               | 0–1          | Reima              |
| FC POHU 3                               | 1–2          | Vesa               |
| PoPo                                    | 2–3          | PEPO               |
| Zenith                                  | 1–5          | PK–35 Dự bị        |
| PaiHa                                   | 1–4          | Nagu IF            |
| Nasta                                   | 1–3          | P–Iirot Dự bị      |
| LTU                                     | 5–1          | PiPS               |
| FC Lohja Veterans                       | 0–12         | SibboV             |
| JäPS Dự bị                              | 6–2          | F.C.B.             |
| KPS Trẻ                                 | 1–3          | IK Myran           |
| FC Honka Trẻ Dự bị                      | 1–3          | NuPS               |
| LeJy                                    | 1–5          | Karhu              |
| UrPS                                    | 0–1          | FC TaFu            |
| SuPa                                    | 2–0          | JoPS Dự bị         |
| Nopsa                                   | 1–2          | JäPS Trẻ           |
| KOPSE                                   | 1–2 (s.h.p.) | NJS                |
| JPS                                     | 5–3          | PaRi               |
| HeKuLa                                  | 2–3          | SAPA               |
| JPS Dự bị                               | 0–5          | KeuPa              |
| Ponnistus                               | 2–1          | MaKu               |
| PEPO Dự bị                              | 4–0          | RiPa               |
| Lieto                                   | 1–0 (s.h.p.) | Vilpas             |
| OuRe                                    | 2–2 (s.h.p.) | KemPa              |
| OuRe thắng 6–5 trong loạt sút luân lưu  |              |                    |
| FC Repaleet Veterans                    | 2–1          | Rakuunat J         |
| FC Lohja                                | 1–3 (s.h.p.) | OPedot             |
| Öja                                     | 2–1          | NIK                |
| PP–70 Dự bị                             | 6–0          | TahVe              |
| KoKiRi                                  | 1–5          | NaKa               |
| Lieto Dự bị                             | 1–1 (s.h.p.) | KaaPS              |
| KaaPS thắng 3–1 trong loạt sút luân lưu |              |                    |
| ToPS–90                                 | 1–5          | MPR                |
| FC RAI Dự bị                            | 1–3          | PS Kemi Trẻ        |
| FCUK                                    | 4–2          | AFC Keltik         |
| FC Bosna                                | 5–4          | RaiTeePee          |
| PIF                                     | 4–2          | ÅIFK Trẻ           |
| YIlves                                  | 11–0         | PiPo–79            |
| LaVe                                    | 1–3          | Loiske             |
| HIFK Dự bị                              | 2–0          | Kurvin Vauhti      |
| FC POHU                                 | 5–0          | PPJ Trẻ            |
| FC Pakila                               | 1–0 (s.h.p.) | FC POHU 4          |
| RiRa                                    | 2–2 (s.h.p.) | FC Honka Trẻ       |
| RiRa thắng 5–4 trong loạt sút luân lưu  |              |                    |
| RP–67                                   | 0–3          | JyTy               |
| Pöxyt                                   | 0–9          | FC Futura          |
| FC Honka Dự bị                          | 16–1         | Kiksi              |
| FC GAB                                  | 1–6          | Stars              |
| JIPPO Dự bị                             | 1–2          | SC Riverball       |
| FC Kontu Dự bị                          | 0–3          | MPS                |
| FC Raahe                                | 1–0          | PaTe               |
| KoRe                                    | 1–0          | FC Villisiat       |
| FC HIK                                  | 0–2          | FC Espoo Dự bị     |
| JäPS                                    | 11–0         | SibboV Dự bị       |
| PPV Dự bị                               | 1–2          | FC Viikingit Dự bị |
| AC StaSi                                | 2–1          | KäPa Trẻ           |
| FC Kasiysi 3                            | 0–9          | RIlves             |

| Đội nhà                  | Tỉ số        | Đội khách           |
| ------------------------ | ------------ | ------------------- |
| YlöR                     | 0–9          | NoPS                |
| HooGee                   | 0–13         | SalReipas           |
| WIFK Veterans            | 1–5          | KoPa                |
| FC POHU Dự bị            | 0–3          | PPV                 |
| FC POHU Trẻ              | 3–2          | FC HeIV             |
| KTP Dự bị                | 0–6          | Purha               |
| Juhlahevoset             | 3–1          | Gnistan Trẻ Dự bị   |
| ToTe Avauspotku          | 3–2          | KPR                 |
| FC IKHTYS                | 0–3          | FC Boca             |
| LuVe                     | 1–4          | EuPa                |
| NouLa                    | 3–1          | FC Reipas Trẻ Dự bị |
| TiPS                     | 2–1          | EsPa                |
| FC Korsholm Dự bị        | 3–2          | Luja                |
| TKT                      | 1–4          | PJK                 |
| HDS                      | 4–0          | Ponnistajat         |
| TuPS                     | 0–4          | EBK                 |
| MunU                     | 1–5          | KP–V                |
| TaPo                     | 2–6          | LoPa Trẻ            |
| FC Rai                   | 0–6          | HauPa               |
| FC Teivo                 | 2–5          | ToiP–49             |
| FC KyPS                  | 0–1          | KaaRe               |
| FC Nets                  | 2–1          | Kuivaniemen Isku    |
| JuPS                     | 1–3          | SC Riverball Dự bị  |
| PaPe                     | 5–0          | SiU                 |
| NP–H/Pappazulut Veterans | 1–0          | JoPS                |
| JIlves                   | 0–2          | FCV                 |
| VKajo                    | 1–7          | SavU                |
| KuRy                     | 1–0 (s.h.p.) | Jurva–70            |
| Jäntevä                  | 0–8          | Sudet               |
| ViiPV                    | 7–1          | HST                 |
| Esse IK Dự bị            | 2–1 (s.h.p.) | LoVe                |
| Yllätys                  | 0–1          | SiPS Trẻ            |
| FC Tarmo                 | 0–3          | FC Santa Claus      |
| APV                      | 1–6          | FC Korsholm         |
| FC Tribe                 | 0–8          | Pato                |
| SUMU                     | 2–1          | MPS 3               |
| KaIK                     | 1–3          | Kungliga Wasa       |
| Biisonit                 | 3–4          | Kasiysi PMP         |
| IK                       | 1–4          | Virkiä              |
| ToU                      | 1–6          | SC KuFu–98          |
| KJV                      | 1–2          | FC KOMU             |
| FC HaPo                  | 0–2          | RuoVi               |
| FC Lepakot               | 0–6          | AC Kajaani          |
| EKP                      | 0–5          | HaPK                |
| NePa                     | 4–2 (s.h.p.) | NoPy                |
| BET Dự bị                | 0–4          | FC K–Jazz           |
| TPV Dự bị                | 0–2          | Ilves Trẻ           |
| LeKi                     | 2–1          | TKT Trẻ             |
| FC Degis                 | 0–1          | MPS Dự bị           |
| Tervarit                 | 0–1          | TP–47 Dự bị         |
| Hurtat                   | w/o          | RautU               |
| FC VAPSI Trẻ             | 0–4          | FC Tigers           |
| PJK Dự bị                | 0–2          | I–Kissat            |
| KTP Veterans             | 1–0          | STPS                |
| NuPa                     | w/o          | VäVi                |
| Riverball Veterans       | 1–6          | S.C. Zulimanit      |
| FC Kiffen Veterans       | 2–1          | IF Gnistan Trẻ      |
| Colo Colo                | 2–3          | HJK–j               |
| TuPV                     | 1–0          | KaaPo Dự bị         |
| TeTe                     | 1–4 (s.h.p.) | Sisu                |
| IFK Jakobstad            | 8–0          | OuHu                |
| SaTo                     | 4–2          | LoPS                |
| Souls AC                 | 7–1          | FC K–Jazz Dự bị     |
| Gnistan Dự bị            | 2–1 (s.h.p.) | HooGee 3            |
| FC Rauma                 | 2–4          | ToVe                |
| VJK                      | 4–11         | BET                 |
| FC Folk                  | 1–4          | FC YPA Dự bị        |

## Vòng Ba
Lễ bốc thăm vòng này diễn ra vào ngày 11 tháng 4 năm 2008. Các đội thắng ở vòng trước tham gia vòng này. Các trận đấu diễn ra từ 19 tháng Tư –6 tháng 5 năm 2008.
| Đội nhà                  | Tỉ số        | Đội khách      |
| ------------------------ | ------------ | -------------- |
| SibboV                   | 1–2 (s.h.p.) | MPS            |
| KeuPa                    | 1–5          | JPS            |
| TPV Trẻ                  | 2–1 (s.h.p.) | Pato           |
| Vesa                     | 0–6          | FC Honka Dự bị |
| ParVi                    | 2–3          | YIlves         |
| POHU Trẻ                 | 1–4          | SalReipas      |
| FC Sääripotku            | 0–4          | TP–47 Dự bị    |
| Gnistan Dự bị            | 0–1          | Kasiysi PMP    |
| NuPS                     | 2–4          | SavU           |
| OuRe                     | 0–3          | HauPa          |
| KaaPS                    | 1–8          | NoPS           |
| FC POHU                  | 1–0 (s.h.p.) | HaPK           |
| SAPA                     | 1–0          | Sudet          |
| JäPS Dự bị               | 1–4          | FC Espoo Dự bị |
| Juhlahevoset             | 2–3          | OPedot         |
| ToTe Avauspotku          | 0–1 (s.h.p.) | JäPS Trẻ       |
| PaPe                     | 1–6          | PEPO           |
| KuRy                     | 0–9          | Öja            |
| Nagu IF                  | 0–1          | ViiPV          |
| KP–V                     | 0–4          | FC Santa Claus |
| AC Kajaani               | 6–1          | Virkiä         |
| FCUK                     | 0–3          | FCV            |
| FC Turku–82              | 2–1          | FC TaFu        |
| Esse IK Dự bị            | 4–1          | Sisu           |
| SUMU                     | 1–0          | PK–35 Dự bị    |
| JäPS                     | 8–1          | HIFK Dự bị     |
| IFK Jakobstad            | 4–0          | Reima          |
| EBK                      | 5–1          | MPS Dự bị      |
| NouLa                    | 0–2          | NJS            |
| Ilves Trẻ                | 0–1          | ToiP–49        |
| AC Vantaa                | 3–0          | FC Futura      |
| FC Kiffen Veterans       | w/o          | FC Reipas Trẻ  |
| NP–H/Pappazulut Veterans | 1–4          | BET            |
| FC Boca                  | 2–3          | HDS            |

| Đội nhà                                           | Tỉ số        | Đội khách          |
| ------------------------------------------------- | ------------ | ------------------ |
| FC Komu                                           | 2–1 (s.h.p.) | Kungliga Wasa      |
| IK Myran                                          | 2–1          | NuPa               |
| MPR                                               | 2–0          | SC Riverball Dự bị |
| KoRe                                              | 1–1 (s.h.p.) | FC Viikingit Dự bị |
| Viikingit Dự bị thắng 5–4 trong loạt sút luân lưu |              |                    |
| FC YPA Dự bị                                      | 0–1          | OuTa               |
| FC Bosna                                          | 0–2          | TPK                |
| Loiske                                            | 0–4          | RuoVi              |
| SuPa                                              | 0–3          | S.C. Zulimanit     |
| FC Tigers                                         | 3–1          | LTU                |
| KTP Veterans                                      | 6–2          | HJK–j              |
| FC Korsholm Dự bị                                 | 0–3          | Karhu              |
| Hurtat                                            | 0–11         | SC KuFu–98         |
| FC Repaleet Veterans                              | 0–8          | PPV                |
| FC Pakila                                         | 0–3          | RiRa               |
| FC Raahe                                          | 0–7          | FC Nets            |
| SC Riverball                                      | 6–1          | FC K–jazz          |
| TuPV                                              | 2–1          | ToVe               |
| NaKa                                              | 0–8 (s.h.p.) | Ponnistus          |
| PEPO Dự bị                                        | 3–1 (s.h.p.) | AC StaSi           |
| KoPa                                              | 2–1          | RIlves             |
| Lieto                                             | 4–1          | PIF                |
| PP–70 Dự bị                                       | 2–0          | P–Iirot Dự bị      |
| NePa                                              | 1–2          | EuPa               |
| FC Korsholm                                       | 7–2 (s.h.p.) | PS Kemi Trẻ        |
| TiPS                                              | 2–1          | Stars              |
| SaTo                                              | 1–4 (s.h.p.) | LeKi               |
| KaaRe                                             | 0–3          | JyTy               |
| I–Kissat                                          | 1–1          | MuSa               |
| I–Kissat thắng 4–3 trong loạt sút luân lưu        |              |                    |
| LoPa Trẻ                                          | 0–1          | Purha              |
| Souls AC                                          | 0–2          | SiPS Trẻ           |
| TPK Dự bị                                         | 1–2 (s.h.p.) | PJK                |

## Vòng Bốn
Lễ bốc thăm vòng này diễn ra vào ngày 23 tháng 4 năm 2008. Có 65 đội thắng ở Vòng Ba và 47 đội ở 3 hạng đấu cao nhất tham gia và được chia thành 56 trận đấu. Các trận đấu diễn ra vào 6 – 30 tháng 5 năm 2008.
| Đội nhà                                   | Tỉ số        | Đội khách        |
| ----------------------------------------- | ------------ | ---------------- |
| OuTa                                      | 0–6          | AC Oulu          |
| JäPS Trẻ                                  | 1–12         | FC Viikingit     |
| AC Kajaani                                | 1–2          | PS Kemi          |
| OPedot                                    | 0–1          | FC Kuusankoski   |
| BET                                       | 0–3          | Warkaus JK       |
| MPS                                       | 1–3          | HIFK             |
| ViiPV                                     | 0–2 (s.h.p.) | ToiP–49          |
| SAPA                                      | 0–0 (s.h.p.) | Gnistan          |
| Gnistan thắng 5–4 trong loạt sút luân lưu |              |                  |
| FC Komu                                   | 0–1          | FC YPA           |
| JyTy                                      | 0–3          | Ilves            |
| SavU                                      | 0–1          | Atlantis FC      |
| MPR                                       | 0–8          | JIPPO            |
| NoPS                                      | 1–2          | TPV              |
| EuPa                                      | 2–3          | ÅIFK             |
| FC Viikingit Dự bị                        | 1–3          | Rakuunat         |
| Esse IK Dự bị                             | 0–3          | JBK              |
| PJK                                       | 4–1          | Pallo-Iirot      |
| FCV                                       | 1–1 (s.h.p.) | PK-37            |
| FCV thắng 5–4 trong loạt sút luân lưu     |              |                  |
| TP–47 Dự bị                               | 2–3          | TUS              |
| TPV Trẻ                                   | 3–1          | SalPa            |
| FC Nets                                   | 1–6          | GBK              |
| PPV                                       | 2–1 (s.h.p.) | KTP              |
| FC Kiffen Veterans                        | 1–3 (s.h.p.) | FC Espoo Dự bị   |
| KoPa                                      | 1–2          | RiRa             |
| JäPS                                      | 4–1          | PK Keski–Uusimaa |
| SUMU                                      | 0–3          | Ponnistus        |
| FC Turku–82                               | 0–5          | PP-70            |
| NJS                                       | 1–4 (s.h.p.) | FC Espoo         |

| Đội nhà                                | Tỉ số        | Đội khách    |
| -------------------------------------- | ------------ | ------------ |
| HauPa                                  | 1–7          | TP-47        |
| Öja                                    | 1–4          | KPV          |
| SalReipas                              | 1–3          | PK-35        |
| SC KuFu–98                             | 1–2          | JJK          |
| LeKi                                   | 2–3          | YIlves       |
| Lieto                                  | 4–1          | RuoVi        |
| JPS                                    | 3–7          | SC Riverball |
| FC Honka Dự bị                         | 1–0          | HyPS         |
| IK Myran                               | 1–6          | RoPS         |
| TiPS                                   | 2–2 (s.h.p.) | HDS          |
| HDS thắng 5–4 trong loạt sút luân lưu  |              |              |
| PEPO                                   | 0–2          | HJK Helsinki |
| FC POHU                                | 0–2          | KooTeePee    |
| FC Korsholm                            | 0–4          | Jaro         |
| S.C. Zulimanit                         | 1–2          | Huima        |
| Karhu                                  | 1–4          | SJK          |
| PP–70 Dự bị                            | 1–2          | VPS–j        |
| TPK                                    | 0–1          | Norrvalla FF |
| AC Vantaa                              | 0–1          | City Stars   |
| FC Tigers                              | 0–4          | Inter Turku  |
| IFK Jakobstad                          | 0–2          | FC OPA       |
| Purha                                  | 0–5          | MyPa         |
| Kasiysi PMP                            | 1–1 (s.h.p.) | LoPa         |
| LoPa thắng 4–2 trong loạt sút luân lưu |              |              |
| SiPS Trẻ                               | 0–4          | KuPS         |
| FC Santa Claus                         | 0–1          | VPS          |
| EBK                                    | 1–3          | Lahti        |
| KTP Veterans                           | 2–1          | PEPO Dự bị   |
| TuPV                                   | 1–3          | Sinimustat   |
| I–kissat                               | 4–2 (s.h.p.) | FJK          |

## Vòng Năm
Lễ bốc thăm vòng này diễn ra vào ngày 20 tháng 5 năm 2008. Các đội thắng ở Vòng Bốn tham gia vòng này. Các trận đấu diễn ra vào 1 – 11 tháng 6 năm 2008.
| Đội 1          | Tỉ số             | Đội 2        |
| -------------- | ----------------- | ------------ |
| YIlves         | 0–7               | Gnistan      |
| RiRa           | 0–9               | MyPa         |
| Warkaus JK     | 2–1               | JJK          |
| KTP Veterans   | 0–2               | KooTeePee    |
| Ponnistus      | 1–13              | Lahti        |
| HDS            | 0–10              | HJK Helsinki |
| SJK            | 0–5               | RoPS         |
| PPV            | 0–1               | City Stars   |
| FCV            | 0–3               | KuPS         |
| JäPS           | 1–2               | Atlantis FC  |
| SC Riverball   | 1–6               | VPS          |
| Lieto          | 2–0               | I–Kissat     |
| PJK            | 0–1               | FC Viikingit |
| FC Espoo Dự bị | 3–1 (s.h.p.)      | ToiP–49      |
| AC Oulu        | 0–1               | JIPPO        |
| FC YPA         | 0–1               | TP-47        |
| JBK            | 2–3               | KPV          |
| PP-70          | 0–3               | LoPa         |
| FC Espoo       | 0–2               | Inter Turku  |
| ÅIFK           | 1–6               | Rakuunat     |
| FC Honka Dự bị | 5–0               | VPS–j        |
| TPV Trẻ        | 2–2 (aet, p. 4–5) | HIFK         |
| Ilves          | 2–0 (s.h.p.)      | TPV          |
| Huima          | 1–2               | PS Kemi      |
| FC OPA         | 1–4               | Jaro         |
| Norrvalla FF   | 1–5               | PK-35        |
| TUS            | 2–1               | GBK          |
| FC Kuusankoski | 1–2               | Sinimustat   |

## Vòng Sáu
Lễ bốc thăm vòng này diễn ra vào ngày 12 tháng 6 năm 2008. Có 28 đội thắng ở Vòng Năm, cùng với 4 đội Veikkausliiga còn lại tham gia và được chia thành 16 trận đấu. Các trận đấu diễn ra vào tháng Sáu 17 and 19, 2008.
| Đội 1          | Tỉ số             | Đội 2          |
| -------------- | ----------------- | -------------- |
| Atlantis FC    | 0–3               | TPS            |
| Jaro           | 2–0               | Lahti          |
| HJK Helsinki   | 1–0               | Inter Turku    |
| KuPS           | 2–1               | KooTeePee      |
| RoPS           | 0–1               | Warkaus JK     |
| Honka          | 3–0               | KPV            |
| Tampere United | 14–0              | FC Espoo Dự bị |
| FC Viikingit   | 3–1               | City Stars     |
| JIPPO          | 1–1 (aet, p. 6–7) | Rakuunat       |
| PK-35          | 2–3               | FC Honka Dự bị |
| PS Kemi        | 3–1               | Sinimustat     |
| Gnistan        | 6–0               | Lieto          |
| HIFK           | 1–2               | TP-47          |
| Ilves          | 1–6               | VPS            |
| LoPa           | 0–3               | Haka           |
| TUS            | 0–7               | MyPa           |

## Vòng Bảy
Lễ bốc thăm vòng này diễn ra vào ngày 22 tháng 6 năm 2008. Các đội thắng ở Vòng Sáu tham gia vòng này. Sáu trận đầu tiên diễn ra ngày 2 tháng Bảy còn hai trận còn lại diễn ra vào ngày 9 tháng 7 năm 2008.
| Đội 1          | Tỉ số        | Đội 2          |
| -------------- | ------------ | -------------- |
| Honka          | 4–0          | FC Honka Dự bị |
| Gnistan        | 0–1          | VPS            |
| Tampere United | 3–0          | FC Viikingit   |
| Warkaus JK     | 5–0          | Rakuunat       |
| TP-47          | 3–2 (s.h.p.) | Jaro           |
| MyPa           | 6–2          | PS Kemi        |
| KuPS           | 0–2          | HJK Helsinki   |
| TPS            | 0–1          | Haka           |

## Tứ kết
Lễ bốc thăm vòng này diễn ra vào ngày 14 tháng 7 năm 2008. Ba trận đầu tiên diễn ra vào ngày 7 tháng 8 năm 2008. Trận đấu giữa Honka và Tampere United bị hoãn vì Tampere tham gia vòng loại Giải vô địch bóng đá các câu lạc bộ châu Âu 2008–09.
| Haka                                          | v | TP-47 |
| --------------------------------------------- | - | ----- |
| Minkenen 6' · Popovitch 65' · Kangaskorpi 70' |   |       |

| VPS                  | v | MyPa |
| -------------------- | - | ---- |
| Hietaharju 80' (pen) |   |      |

| HJK Helsinki          | v | Warkaus JK |
| --------------------- | - | ---------- |
| Bah 88' · Parikka 89' |   |            |

| Honka                     | v | Tampere United |
| ------------------------- | - | -------------- |
| Jalasto 98' · Lepola 100' |   |                |

## Bán kết
| Haka | v | Honka         |
| ---- | - | ------------- |
|      |   | 27' Weckström |

| HJK Helsinki                                                  | v | VPS |
| ------------------------------------------------------------- | - | --- |
| Roiha 29' 52' · Zeneli 56' · Parikka 67' · Ikäläinen 90' (og) |   |     |

## Chung kết
| HJK Helsinki                | v | Honka         |
| --------------------------- | - | ------------- |
| Zeneli 57' · Oravainen 114' |   | Puustinen 89' |